# (12711) Tukmit
(12711) Tukmit es un asteroide que forma parte de los asteroides Apolo, descubierto el 19 de enero de 1991 por Jean Mueller desde el Observatorio del Monte Palomar, Estados Unidos.

## Designación y nombre
Designado provisionalmente como 1991 BB. Fue nombrado  por Tukmit  quien es el Padre Cielo en la historia de la creación de los Luiseños. Fue creado de la nada y, junto con Tomaiyavit, engendró al primer pueblo. El primer pueblo se convirtió en todas las personas, animales, plantas y objetos inanimados de la Tierra, la base de la existencia de los Luiseños.

## Características orbitales
Tukmit está situado a una distancia media del Sol de 1,186 ua, pudiendo alejarse hasta 1,509 ua y acercarse hasta 0,863 ua. Su excentricidad es 0,272 y la inclinación orbital 38,490 grados. Emplea 471,91 días en completar una órbita alrededor del Sol.
Los próximos acercamientos a la órbita terrestre se producirán el 18 de enero de 2031, el 1 de agosto de 2031 y el 31 de enero de 2035.

## Características físicas
La magnitud absoluta de Tukmit es 16,04. 